# Lista latarni morskich w stanie Kerala
Ten artykuł przedstawia listę latarni morskich w indyjskim stanie Kerala. Jest tam położonych 13 tego typu obiektów. Są to:
- Latarnia morska Kannur
- Latarnia morska Mahe
- Latarnia morska Kadalur Point
- Latarnia morska Beypore
- Latarnia morska Ponnani
- Latarnia morska Chetwai
- Latarnia morska Azhikode
- Latarnia morska Vypin
- Latarnia morska Manakkodam
- Latarnia morska Alappuzha
- Latarnia morska Kovilthottam
- Latarnia morska Tangasseri
- Latarnia morska Vizhinjam